# ニール・キノック
キノック男爵ニール・ゴードン・キノック（Neil Gordon Kinnock, Baron Kinnock, 1942年3月28日 - ）は、イギリスの政治家。英国枢密顧問官。1983年から1992年まで労働党党首を務めた。
その後は1995年から2004年まで欧州委員会のイギリス代表を務め、2022年現在はブリティッシュ・カウンシルの議長である。
息子スティーヴンも労働党所属の下院議員で、その妻はデンマーク元首相のヘレ・トーニング＝シュミットである。

## 経歴

### 前半生
一人っ子だったキノックは、ウェールズのトレデガーに生まれ、父親は炭鉱夫、母親は看護婦であった。1953年、イレヴンプラスの試験に合格して、ペンガムのルイス校に入学した。1958年に英語と歴史、地理の3つでOレヴェルを獲得した。卒業後は炭鉱や警察、軍隊で働いていたが、両親はもっと教育が必要と考え、息子に決心させた。1959年、更に生物、数学、ウェールズ語、経済、英文学でOレヴェルを獲得した。1961年に更に上級の段階を獲得した。
工業関係と歴史で文学史を取得するためにカーディフ大学に入学した。1964年に最終学年で落第し、1965年に及第した。1年後、キノックは教育学で修士号を得て、1966年8月から1970年5月までWEAのために講師を務めた。

### 下院議員
1969年6月、南ウェールズのベドウェルティ選挙区（後のイスルウィン選挙区）の労働党候補になった。1970年6月18日に当選し、1978年10月に労働党全国執行委員会（National Executive Committee）委員になった。初めて下院議員になると、父親は「議院は議員のためにあるのではないが、原則論に拘ってもいけない。そのことを忘れるな」と言った。当時の労働党政権の政策は、ウェールズへの権限委譲を進めていたが、党は分裂していた。キノックは権限委譲に反対する南ウェールズ選出の議院6人の一人であった。1979年のウェールズの国民投票で、委譲案は否決された。
1979年の総選挙で労働党が敗北すると、ジェームズ・キャラハンは教育問題で影の内閣入閣を申し入れた。他の議員達は、キノックが野心を秘めた政治家であることに気づいた。デイヴィッド・オーエン（David Owen）らが、党の意思を決定する選挙の方法変更に反対したのは、キノックの後継に関して彼らが好意的だったことと関係していると考えられている。
キノックは左翼として知られ、マーガレット・サッチャーのフォークランド紛争に対する攻撃で有名になった。また、党内左派の領袖・マイケル・フットの懐刀としても知られていた。

### 労働党党首時代
1983年の党首選挙で圧倒的な支持を得て、労働党党首に就任。スピッティング・イメージ（Spitting Image）で繰り返されたイメージであるプライベート・アイ誌から「ウェールズの鞴」と渾名され、保守党からは「キノッキオ」と揶揄された。キノックは長らく政権から遠ざかっている労働党にあってその指導は報われることはなかった。

#### 第1期 (1983年 - 1987年)
キノックの党首としての1期目（1983年 - 1987年）は、強硬左派との闘争であったと位置づけられる。ただ、キノック自身も左派の出身であり、彼の作った影の内閣には、かつての左派の同志たちも多数入閣していた。